# Zisis Vryzas
Zisis Vryzas, řecky Ζήσης Βρύζας (* 9. listopadu 1973, Kavala) je bývalý řecký fotbalista. Nastupoval většinou na postu útočníka.
S řeckou reprezentací vyhrál mistrovství Evropy roku 2004. V národním mužstvu hrál v letech 1994–2006 a odehrál 68 zápasů, v nichž vstřelil 9 branek.